# Völkerpsychologie
Völkerpsychologie este o metodă de cercetare psihologică care a fost descoperită în secolul al XIX-lea de celebrul psiholog Wilhelm Wundt. Wundt este cunoscut pentru activitatea desfășurată în domeniul psihologiei experimentale. Până în acel moment, psihologii foloseau experimentele ca surse de obținere a informațiilor. Wilhelm Wundt a considerat că trebuie să existe o altă metodă de cercetare și a inventat conceptul de Völkerpsychologie. Experimentul era prea limitat pentru a permite studierea conștiinței individuale, în special în cazul proceselor mentale, cum ar fi limbajul. Ideea lui Wundt era că limbajul avea un rol deosebit în cadrul proceselor umane colective și de vreme ce părea a fi crucial pentru funcțiile mentale superioare nu s-a mai folosit cercetarea experimentală în analiza lor. Aceste concluzii au condus la proiectarea Völkerpsychologie, pe care Wundt a creat-o ca o ramură a psihologiei care se bazează mai mult pe utilizarea metodelor istorice și comparative decât pe utilizarea experimentelor.
Conceptul Völkerpsychologie provine din cultura germană. Cuvântul german Volk poate însemna „popor, națiune, trib sau rasă”. Wundt a vrut pur și simplu să creeze o nouă metodă pentru realizarea cercetării psihologice fără folosirea experimentului. Aceasta a condus la descoperirea unui nou tip de psihologie care se ocupă cu cercetarea produselor culturale și comunitare ale naturii umane: limbaje, religii și mitologii.

## Crearea conceptului de Völkerpsychologie
Wundt a fost foarte interesat de natura umană a limbajului. El a vrut să cunoască modul în care sunt relaționate percepția și gândirea de limbaj. Völkerpsychologie era o modalitate foarte bună de a studia și de a cerceta acest lucru, ceea ce a făcut el. Înaintea lui Wundt, au existat mulți alți teoreticieni care au asociat gândirea cu limbajul. Mulți au susținut că gândirea în liniște era o formă de a vorbi cu sine. Wundt nu a fost de acord cu această idee. El a descris mai multe situații în care vorbele unei persoane nu reflectă deplin ceea ce gândesc. Atunci când discută, oamenii au tendința să spună: „Nu asta am vrut să spun” sau se pot întreba de ce au spus ceva, când își dau seama că au spus ceva care nu ar putea să descrie cu exactitate ceea ce au gândit. Oamenii fac acest lucru tot timpul, iar acesta a fost subiectul pentru care Wundt a folosit Völkerpsychologie pentru a-l studia. Când cineva nu este de acord cu o afirmație pe care altcineva a făcut-o într-o conversație, el ar putea să-l întrerupă zicând „Ce? Așteaptă puțin, nu ai dreptate!” cu mult înainte de a descrie termenul real al dezacordului. Oamenii au tendința să vorbească înainte ca mintea lor să înțeleagă exact motivul pentru care spun ceva. Aceste exemple sunt exact motivele care au stat la baza noii ramuri a psihologiei fondate de Wundt și explică de ce el a crezut că cuvintele și gândurile sunt lucruri diferite.
Völkerpsychologie urmează tradiția lui Lazarus și Steinthal prin păstrarea unor tipuri sociale specifice de cunoaștere, emoție și comportament care au la bază anumite grupuri sociale sau comunități. Wundt a diferențiat psihologia socială/populară și psihologia individuală pe baza deosebirilor dintre stările psihologice  sociale și procesele individuale. Din cauza dependenței de comunitate, în special de comunitatea socială, psihologia socială se deosebește de psihologia individuală, care poate fi numită din cauza metodei sale predominante psihologie experimentală.

## Principalii creatori ai conceptului Völkerpsychologie
Originea Völkerpsychologie poate fi urmărită în timp până la Wilhelm Humboldt, un filozof prusac din secolul al XIX-lea ale cărui idei și teorii au influențat gândirea lui Moritz Lazarus, H. Steinthal și Wilhelm Wundt. Humboldt, împreună cu fratele său mai mic, Alexander Humboldt, „împărtășeau idealul unei umanități vaste, un aspect de bază al Völkerpsychologie”.
Oamenii de știință Moritz Lazarus și H. Steinthal au inventat termenul „Völkerpsychologie”, care se traduce în ca „psihologia maselor”. Pe lângă fondarea conceptului de Völkerpsychologie, Lazarus și Steinthal sunt considerați a-l fi influențat puternic pe Wilhelm Wundt și contribuțiile lui ulterioare la abordarea științifică a Völkerpsychologie. Deși amândoi sunt recunoscuți ca fiind fondatorii Völkerpsychologie, ambii savanți atribuie o mare parte a descoperirilor lor influenței exercitate de ideile fraților Wilhelm și Alexander Humboldt. Lazarus și Steinthal au realizat o abordare a Völkerpsychologie care s-a concentrat pe „stabilirea, reconstrucția și descrierea rădăcinilor comune ale dezvoltării umane în cadrul diferitelor națiuni”. Lazarus și Steinthal sunt amândoi de origine evreiască, ceea ce ar putea explica de ce Völkerpsychologie a fost criticată de mai mulți psihologi conservatori antisemiți odată ce a început să obțină o recunoaștere semnificativă.